# Yesenia
Pour plus de détails, voir Fiche technique et Distribution.
Yesenia est un film mexicain réalisé par Alfredo B. Crevenna, sorti en 1971. C'est une adaptation d'une bande dessinée homonyme. Il existe également deux telenovelas du même nom et sur le même thème produites dans les années 1970.

## Synopsis
Yesenia est une belle femme blanche élevée parmi les gitans. Son grand-père, pour éviter la honte du déshonneur de sa fille, la confie à une gitane qui l'élève comme sa propre petite-fille, et celle-ci la donne à sa fille, de sorte que Yesenia a toujours pensé qu'elles étaient sa grand-mère et sa mère légitimes. Cependant, plusieurs rebondissements inattendus de l'histoire commencent lentement à révéler la vérité cachée de ses origines.

## Fiche technique
Sauf indication contraire, les informations mentionnées dans cette section peuvent être confirmées par la base de données cinématographiques IMDb,  présente dans la section « Liens externes ».
- Titre original : Yesenia
- Réalisateur : Alfredo B. Crevenna
- Scénario : Julio Alejandro, Yolanda Vargas Dulché
- Photographie : José Ortiz Ramos
- Montage : Jorge Busto
- Musique : Sergio Guerrero
- Sociétés de production : Películas Latinoamericanas S.A., Películas Rodríguez, Producciones Guillermo de la Parra
- Pays de production :  Mexique
- Langue de tournage : espagnol
- Format : Couleur Eastmancolor - Son stéréo
- Durée : 121 minutes (2h01)
- Genre : Drame
- Dates de sortie :
  - Mexique : 11 septembre 1971
  - URSS : 6 janvier 1975

## Distribution
- Jacqueline Andere : Yesenia
- Jorge Lavat : Osvaldo
- Irma Lozano : Luisa
- Juan Gallardo : Bardo
- Óscar Morelli : Jacobo
- Pilar Sen : Amparo
- Isabela Corona : Magenta
- Claudia Martell : Orlenda
- Alicia Rodríguez : Marisela
- Augusto Benedico : Julio
- Víctor Alcocer : Patriarca
- José Baviera
- Rosa Furman : Trifenia
- Maria Wagner
- Fernando Soler : Luis

## Accueil
Le film est connu pour être le plus grand succès de tous les temps au box-office soviétique avec 91,4 millions d'entrées en URSS, devançant les records d'entrées des films nationaux comme Moscou ne croit pas aux larmes ou Pirates du XXe siècle. Le succès surprise de ce mélodrame serait dû aux thèmes qu'il charrie, notamment l'acceptation d'un étranger au sein d'une communauté constituée, le dénouement heureux et le côté conte de fée à la Cendrillon.